# Manzoor Hussain Atif
Manzoor Hussain Atif (Gujtat, 4 september 1928 - Islamabad, 8 december 2008) was een hockeyer uit Pakistan.
Met zijn ploeggenoten behaalde Atif in 1952 de vierde plaats, vier jaar later verloor Atif in 1956 de Olympische finale van aartsrivaal India. In 1958 zorgde Atif met zijn ploeggenoten India de eerste nederlaag in een groot toernooi, door de finale van de Aziatische Spelen te winnen. Twee jaar later versloeg Pakistan in de Olympische finale van 1960 aartsrivaal India. 

## Erelijst
- 1952 – 4e Olympische Spelen in Helsinki
- 1956 –  Olympische Spelen in Melbourne
- 1958  –  Aziatische Spelen in Tokio
- 1960 –  Olympische Spelen in Rome
- 1962  –  Aziatische Spelen in Jakarta
- 1964 –  Olympische Spelen in Tokio